# Milhars

Milhars este o comună în departamentul Tarn din sudul Franței. În 2009 avea o populație de 262 de locuitori.

## Evoluția populației
| An        | 1975 | 1982 | 1990 | 1999 | 2006 | 2009 |
| --------- | ---- | ---- | ---- | ---- | ---- | ---- |
| Populație | 351  | 341  | 316  | 262  | 262  | 262  |